# Leopardsnok
Leopardsnok (Zamenis situla, tidigare Elaphe situla) är en orm som tillhör familjen snokar (Colubridae).

## Kännetecken
Som hos de flesta ormar är individens längd beroende på kön. Medan hannar blir 70 till 100 centimeter långa når honor en längd upp till 120 centimeter. Med sin markanta teckning på kroppen kan arten inte förväxlas med andra ormar i samma utbredningsområde. Kroppens grundfärg är antingen gulaktig eller brunaktig till ljusgrå. Fläckarna är rödbruna med svarta kanter. Ormens ögon är rödaktiga och pupillen är rund.

## Utbredning och habitat
Artens utbredningsområde sträcker sig från södra Italien över de västra och sydöstra delarna av Balkan till Turkiet och Kaukasus. Ormen förekommer även på flera Medelhavsöar som Sicilien och Malta samt öar i Egeiska havet.
Leopardsnok finns vanligen till en höjd upp till 600 meter över havet, sällan upp till 1000 meter. Som habitat föredras soliga och torra ställen (eller måttligt fuktiga) med mycket vegetation och stenar som ger skydd. Ofta hittas djuret i närheten av vattendrag.

## Levnadssätt
Leopardsnok är aktiv på dagen och gryningen och vistas främst på marken. Den har även bra förmåga att klättra. Ormen är skygg och inte giftig. Blir ormen hotad har den ett starkt bett.
Parningstiden ligger mellan april och maj. Honan lägger 3 till 5 ägg och när ungarna kläcks är de ungefär 30 centimeter långa. Unga individer äter ödlor och insekter, vuxna djur dessutom fåglar och mindre däggdjur som möss.
Redan i september börjar de sin övervintring som avslutas i mars. Djur i fångenskap har blivit upp till 20 år gamla.